# Autostrada A140 (Francja)
Autostrada A 140 (fr. Autoroute A 140) – łącznica autostradowa pomiędzy autostradą A 4 a miastem Meaux we Francji, w departamencie Seine-et-Marne (region Île-de-France). 

## Informacje ogólne
A 140 jest krótkim odcinkiem autostrady, stanowiącym południową obwodnicę Meaux oraz zapewniającym połączenie tego miasta z Paryżem. Na całej długości autostrady istnieją dwa pasy ruchu w każdą stronę. Długość autostrady wynosi około 11 km, cały ten odcinek jest bezpłatny. A 140 obsługuje ruch samochodowy jedynie w relacji Paryż ↔ Meaux. Podobną rolę dla kierunku Strasburg pełni droga N3 we wschodniej części miasta.

## Przebieg trasy
Po pierwszych trzech kilometrach od odłączenia się od A 4, autostrada A 140 w węźle Meaux-Sud rozdziela się na dwie "gałęzie": dłuższą, biegnącą w stronę zachodniej obwodnicy Meaux oraz krótszą (ok. 6 km) prowadzącą na północ ku południowej części miasta. Ta druga ma nieco nietypowy dla autostrady przebieg, bowiem tuż za węzłem Meaux-Sud, na przecięciu się z drogą departamentalną, zaprojektowano na niej rondo. Oba odgałęzienia autostrady włączone są w układ komunikacyjny Meaux również rondami.